# Euhesma subinconspicua
Euhesma subinconspicua är en biart som först beskrevs av Rayment 1934.  Euhesma subinconspicua ingår i släktet Euhesma och familjen korttungebin. Inga underarter finns listade i Catalogue of Life.

## Bildgalleri

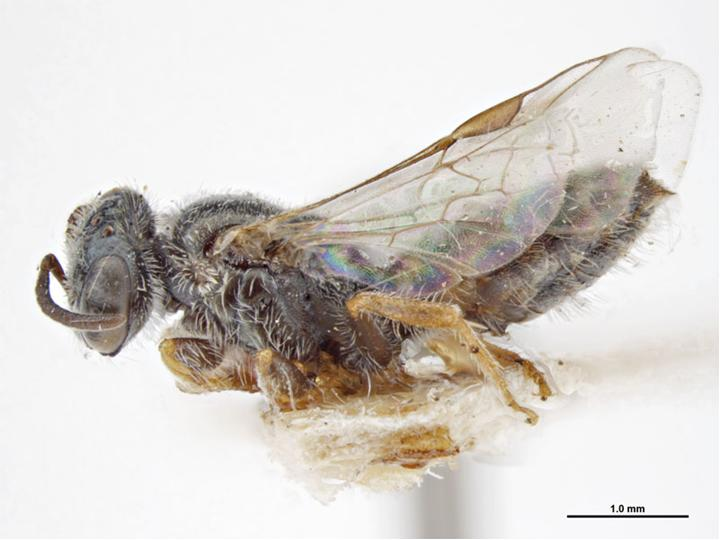